# Boys for Pele
Albums de Tori Amos
Under the Pink
(1994) From the Choirgirl Hotel
(1998)
Singles
Boys For Pele (1996) (en français « Des garçons pour Pélé », en référence à la déesse hawaïenne) est le troisième album de la chanteuse auteur-compositeur Tori Amos. Précédé par la sortie du premier single "Caught A lite Sneeze" trois semaines auparavant, l'album est sorti le 22 janvier 1996 au Royaume-Uni et le lendemain aux États-Unis. Alors que "Boys for Pele" est considéré comme l'album de Tori le moins accessible pour la diffusion radio, il atteint la deuxième place du classement Billboard américain ainsi qu'au Top 40 anglais dès sa sortie, soit l'album de Tori le mieux classé aux États-Unis dès sa sortie.
"Boys For Pele" a été enregistré dans l'Irlande profonde et en Louisiane. 18 titres composent l'album, incluant clavecin, clavicorde, harmonium, chœurs de gospel, orchestre de cuivre, orchestre philharmonique et bien sûr du piano. Tori Amos a écrit et composé tous les titres de l'album, et pour la première fois, elle a produit seule l'intégralité de son album. Pour Amos, cet album est une étape vers des directions musicales différentes en termes de composition, d'interprétation et d'enregistrement. Il est considéré comme plus expérimental en comparaison avec ses deux albums précédents.

## Historique

### Origine du concept
Durant l'enregistrement de son précédent album Under the Pink (1994), la longue relation amoureuse et professionnelle avec Eric Rosse, coproducteur et pilier de ses albums précédents, prit fin. Cette perte, combinée avec certaines rencontres masculines durant la tournée promotionnelle de "Under the Pink", a forcé Amos a réévaluer sa relation avec les hommes et la masculinité en général. Tori a expliqué : "dans ma relation avec les hommes, j'ai toujours été assez musicienne mais pas assez femme. Dans ma vie, j'ai toujours rencontré des hommes en tant que musicienne. C'est toujours magique et plein d'adoration mais ensuite tout cela disparaît. Chacun d'entre nous voulons être adorés, même cinq minutes par jour, et rien de ce que ces hommes m'ont donné n'était suffisant".
Les chansons qui constituent l'album ont été composées par fragments. En effet, une partie fut écrite durant la tournée "Under The Pink World Tour". Après la tournée, lors d'un voyage à Hawaï, Tori s'est intéressée à la légendaire déesse du volcan Pélé, déesse de la destruction et de la création qui, comme la légende le raconte, aurait commandité les sacrifices de jeunes hommes. Sa colère se manifestait par des éruptions volcaniques. Tori a dit plus tard : « ce voyage m'a permis de retrouver ma propre flamme, et non plus à travers le regard d'une autre personne, ou à travers des choses comme mon piano [...] Ce disque m'a pris des choses qui jusqu'ici étaient cachées au plus profond de moi, en tant que femme. Le regard que je porte sur la vie a changé avec ce disque ». Durant ce voyage, Tori, qui a ouvertement évoqué ses expériences avec des substances hallucinogènes, a avoué avoir pris des drogues avec un chamane sud-américain. Sous l'emprise de ces drogues, elle dit avoir rencontré le diable en personne. Le titre "Father Lucifer" est le résultat de cette expérience.
Dans sa version finale, l'album "Boys For Pele" contient 14 chansons et quatre "interludes" d'environ une minute. Les 14 titres font référence à la mythologie égyptienne. Après son assassinat le corps du roi Osiris fut découpé en 14 morceaux. Sa femme Isis se lance dans une quête : retrouver les 14 morceaux. L'ordre des chansons sur l'album a été arrangé pour le format vinyle. En effet, les quatre vinyles de "Boys for Pele" commencent chacun par un des "interludes" qui domine sur les autres titres.
Deux thèmes font surface à la lecture des textes de "Boys For Pele" : explorer le rôle de la femme à la fois d'un point de vue religieux et d'un point de vue social. Amos a trouvé le titre de l'album en référence à la déesse hawaïenne avec les "hommes" représentant les hommes de sa vie."D'abord, je voulais sacrifier tous ces hommes à la déesse et les rôtir comme des marshmallows, puis j'ai décidé qu'ils allaient m'offrir un merveilleux cadeau". Tori Amos a elle-même décrit l'album comme un roman, comme la volonté d'une femme à gagner sa passion, à gagner sa compassion", racontant ainsi cette femme qui découvre un monde dominé par les hommes. Des titres comme "Blood Roses", "Caught a Lite Sneeze", "Hey Jupiter", "Doughnut Song" ou "Putting the Damage On" évoquent directement les conséquences d'une rupture et la réflexion d'une femme après un échec amoureux.

### Enregistrement
À l'origine, Tori Amos avait prévu d'enregistrer en Amérique du Sud mais l'album a finalement été enregistré dans une église en Irlande, dans le comté de Wicklow ainsi qu'en Louisiane. En dehors des raisons symboliques d'enregistrer dans une église, il s'agissait aussi d'une décision technique par rapport à l'acoustique. L'ingénieur du son de Tori a eu l'idée d'enfermer Tori et ses instruments dans une boîte, avec une Cabine Leslie. On entend d'ailleurs Tori entrer dans la boîte sur le premier titre "Beauty Queen". En raison de l'aspect logistique de l'espace, Tori jouait debout sur son piano et sur son clavecin, ce qui lui permettait de changer d'instrument rapidement sans interrompre l'enregistrement, notamment sur "Caught A lite Sneeze".

### Promotion
À la fin de l'année 1995 Atlantic Records sort une copie promotionnelle sobrement intitulée "New Music from Tori Amos..." ("nouvelle musique de Tori Amos")  en Allemagne et aux États-Unis. Mais derrière le disque figure la fin de la phrase "...is coming soon" ("pour bientôt"). Le disque contient en réalité une sélection de titres issus de ses deux précédents albums, permettant aux radios de diffuser d'anciens titres de l'artiste pour préparer la promotion du nouvel album.
Le premier single extrait de "Boys For Pele" est "Caught A Lite Sneeze". Le single est commercialisé le 2 janvier 1996, soit trois semaines avant la sortie de l'album, stratégie commerciale fréquemment utilisée pour la sortie de l'album se fasse attendre. 1996 marque les débuts d'Internet. Afin de promouvoir "Boys For pele", la maison de disques Atlantic Records n'hésite pas à recourir à ce nouvel outil de communication, en mettant à disposition du public des extraits musicaux du disque sur leur site, pratique inconnue à l'époque. La maison de disques a également mis en place des lignes téléphonique pour écouter l'album.
À la sortie de l'album, et malgré les critiques partagées, l'album se plaça directement en deuxième position du classement américain Billboard vendant 102 000 exemplaires dès la première semaine. Comme aux États-Unis, l'album se classa deuxième au Royaume-Uni. En mai, les ventes américaines avoisinent le disque de platine lorsque le deuxième single "Talula" apparaît sur la bande originale du film Twister dans une version remixée. Mais la consécration viendra durant l'été où Tori fait appel au DJ Armand van Helden pour réaliser un remix dance du titre "Professional Widow". intitulé "Professional Widow (Armand's Star Trunk Funkin' Mix), le remix atteint la première place du classement américain "Billboard Hot dance Music/Club Play".
Le remix de "Professional Widow" devient un véritable tube international.
En août, "Boys For Pele" est disque de platine aux États-Unis.
Le succès des remixes de "Talula" et de "Professional Widow" pousse Atlantic Records a rééditer l'album. Aux États-Unis, la version originale de "Talula" fut remplacée par "Talula (The Tornado Mix)", version plus rythmée. En Europe, "Talula" a également été remplacée par la version remixée. De plus, le remix de "Professional Widow" a été ajouté à la version originale, et remplace le titre "In the Springtime Of His Voodoo".
"in the Springtime Of his voodoo" est le cinquième single issu de "Boys for Pele". poussée par le succès des précédents singles, le single contient également des versions remixées pour les discothèques mais cette fois le succès fut plutôt mitigé. Les ventes de l'album augmentèrent une dernière fois à la fin de l'année 1996 lorsque Tori collabore avec le DJ BT pour le titre "Blue Skies", qui apparaît sur l'album du DJ. "Blue Skies" atteint également la première place du classement dance Billboard.
"Boys For Pele" est resté 29 semaines dans le classement américain Billboard. À ce jour, "Boys For Pele" est le troisième album le plus vendu aux États-Unis dans la discographie de Tori Amos.
En parallèle avec la promotion du disque, Tori Amos a donné 187 concerts durant toute l'année 1996, à l'occasion de sa tournée "Dew Drop Inn Tour", tournée où elle interprétait ses chansons au piano, clavecin et harmonium. De plus, et ce pour la première fois, elle était accompagnée d'un autre musicien sur scène, son guitariste Steve Caton.

## Liste des chansons
Toutes les chansons ont été écrites et composées, par Tori Amos

### 1reédition
1. Beauty Queen/Horses (6:07)
2. Blood Roses (3:56)
3. Father Lucifer (3:43)
4. Professional Widow (4:31)
5. Mr Zebra (1:07)
6. Marianne (4:07)
7. Caught A Lite Sneeze (4:24)
8. Muhammad My Friend (3:48)
9. Hey Jupiter (5:07)
10. Way Down (1:13)
11. Little Amsterdam (4:29)
12. Talula (4:08)
13. Not The Red Baron (3:49)
14. Agent Orange (1:26)
15. Doughnut Song (4:19)
16. In The Springtime Of His Voodoo (5:32)
17. Putting The Damage On (5:08)
18. Twinkle (3:12)

L'édition japonaise comportait un dix-neuvième titre "Toodles Mr Jim", face-b du single Caught A lite Sneeze
| 1. Beauty Queen/Horses (6:07) 2. Blood Roses (3:56) 3. Father Lucifer (3:43) 4. Professional Widow (4:31) 5. Mr Zebra (1:07) 6. Marianne (4:07) 7. Caught A Lite Sneeze (4:24) 8. Muhammad My Friend (3:48) 9. Hey Jupiter (5:07) 10. Way Down (1:13) 11. Little Amsterdam (4:29) 12. Talula (The Tornado Mix) (3:43) 13. Not The Red Baron (3:49) 14. Agent Orange (1:26) 15. Doughnut Song (4:19) 16. In The Springtime Of His Voodoo (5:32) 17. Putting The Damage On (5:08) 18. Twinkle (3:12) | 1. Beauty Queen/Horses (6:07) 2. Blood Roses (3:56) 3. Father Lucifer (3:43) 4. Professional Widow (4:31) 5. Professional Widow (Armand's Star Trunk Funkin' Mix) (8:08) 6. Mr Zebra (1:07) 7. Marianne (4:07) 8. Caught A Lite Sneeze (4:24) 9. Muhammad My Friend (3:48) 10. Hey Jupiter (5:07) 11. Way Down (1:13) 12. Little Amsterdam (4:29) 13. Talula (The Tornado Mix) (3:43) 14. Not The Red Baron (3:49) 15. Agent Orange (1:26) 16. Doughnut Song (4:19) 17. Putting The Damage On (5:08) 18. Twinkle (3:12) |

## Faces B

### Faces B titres studio
| Titre                                         | Durée | Single                        | Compositeur                                                      |
| --------------------------------------------- | ----- | ----------------------------- | ---------------------------------------------------------------- |
| "Graveyard"                                   | 0:55  | "Caught A lite Sneeze" (1996) | Tori Amos                                                        |
| "Hungarian Wedding Song"                      | 1:00  | "Caught A lite Sneeze" (1996) | Tori Amos                                                        |
| "London Girls"                                | 3:22  | "Caught A lite Sneeze" (1996) | Charles Nicholas Hodges/David Peacock (reprise de Chas and Dave) |
| "Samurai"                                     | 3:06  | "Caught A lite Sneeze" (1996) | Tori Amos, George Porter Jr.                                     |
| "That's What I Like Mick (The Sandwich Song)" | 3:01  | "Caught A lite Sneeze" (1996) | Charles Nicholas Hodges/David Peacock (reprise de Chas and Dave) |
| "This Old Man"                                | 1:45  | "Caught A lite Sneeze" (1996) | Traditionnel                                                     |
| "Toodles Mr Jim"                              | 3:09  | "Caught A lite Sneeze" (1996) | Tori Amos                                                        |
| "Alamo"                                       | 5:11  | "Talula" (1996)               | Tori Amos                                                        |
| "Amazing Grace/Til The Chicken"               | 6:45  | "Talula" (1996)               | John Newton/Tori Amos                                            |
| "Frog On My Toe"                              | 3:39  | "Talula" (1996)               | Tori Amos                                                        |
| "Sister Named Desire"                         | 5:31  | "Talula" (1996)               | Tori Amos                                                        |

L'écriture de "Boys for Pele" et la phase d'enregistrement a été très prolifique. entre les chansons qui composent l'album, les faces B, et les titres qui ne sont parus que plus tard dans des compilations, Amos a composé et enregistré environ 35 chansons à cette époque. Le tableau ci-dessus liste uniquement les face-B figurant sur les singles extraits de "Boys For Pele" (à l'exception des remixes et des titres lives). Quelques chansons ont en effet été enregistrées en 1996 mais ne sont parues que plus tard, comme "Cooling", "Beulah Land" ou "Never Seen Blue", titres qui sont devenus des faces-B des singles "Spark" et "Jackie's Strength", singles extraits de From the Choirgirl Hotel, son quatrième album (1998)

### Faces B titres live
| Titre                                               | Durée | Single               | Compositeur                                             | Lieu et date du concert   | Version studio originale |
| --------------------------------------------------- | ----- | -------------------- | ------------------------------------------------------- | ------------------------- | ------------------------ |
| "Sugar" (live)                                      | 5:34  | "Hey Jupiter" (1996) | Tori Amos                                               | New York (15 mai 1996)    | single "China"           |
| "Honey" (live)                                      | 4:20  | "Hey Jupiter" (1996) | Tori Amos                                               | Asheville (21 avril 1996) | single "Cornflake Girl"  |
| "Professional Widow" (live - "Merry Widow Version") | 4:39  | "Hey Jupiter" (1996) | Tori Amos                                               | Boston (31 mai 1996)      | album "Boys for Pele"    |
| "Somewhere Over The Rainbow" (live)                 | 4:32  | "Hey Jupiter" (1996) | Harold Arlen/Ey "Yip" Harburg (reprise de Judy Garland) | New York (14 mai 1996)    |                          |

## Crédits album

### 1reédition
les numéros correspondent aux numéros des titres de l'album (1re édition)
- Chant : Tori Amos
- Piano Bösendorfer : Tori Amos (1,2,3,4,5,6,7,8,9,10,11,13,14,15,16,17,18)
- Clavecin : Tori Amos (2,4,7,12,16)
- Harmonium : Tori Amos (2,8,9)
- Clavicorde : Tori Amos (11)
- Guitare acoustique : Steve Caton (3,4,11,12,16)
- Guitare électrique : Steve Caton (3,4,9,11,12,16)
- Guitare HA HA : Steve Caton (15)
- Guitare acoustique 12 cordes : Steve Caton (15)
- Guitare basse : George Porter Jr. (3,4,7,8,11,12,15,16)
- Mandoline : Steve Caton (9,12)
- Batterie : Manu Katché (4,11,12,16)
- Percussions : Mino Cinelu (12,16)
- Cornemuse : Michael Deegan (16), Bernard Quinn (16)
- Trombone : Mark Mullins (12)
- Trompette : James Watson (3)
- Saxophone soprano : Clarence J Johnson III (3)
- Saxophone tenor : Clarence J Johnson III (12)
- Trombone : Mark Mullins (12)
- Bugle : Tracy Griffin (12), Brian Graber (12)
- Soubassophone : Craig Klein (12)
- Cloches : Marcel Van Limbeek (2)
- Ensemble de cuivres : The Black Dyke Mills Band (5,17)
- Ensemble de cordes : The Sinfonia of London (6)
- Chef d'orchestre pour l'ensemble de cuivres : James Watson (5,17)
- Chef d'orchestre pour l'ensemble de cordes : Scott Smalley (6)
- Directeur musical pour l'ensemble de cuivres : Peter Willison (6)
- Chœurs de gospel Darryl Lewis, Mark Sterling, Marvin Sterling, Marvin Sterling, Sam Berfect, Jack Trimble, James Crawford Jr, Gus McFried Jr (10)
- Voix de pilotes allemands : R.O.B (13), Marcel Van Limbeek (13)
- Chœurs : Nancy Shanks (16)
- Programmation :Alan Friedman (4,7,12)
- Effets sonores :Alan Friedman (11)
- Arrangement cordes :John Philip Shenale (6)
- Arrangement cors :Mark Mullins (12)
- Enregistrement : Mark Hawley, Marcel Van Limbeek
- Assistant Enregistrement : Rob Van Tuin
- Mixage : Mark Hawley (1,2,3,4,5,6,8,9,10,11,13,14,16,17,18), Marcel Van Limbeek (1,2,3,4,5,6,8,9,10,11,13,14,16,17,18), Bob Clearmountain (4,7,12,15)
- Assistant Mixage : Rob Van Tuin (1,2,3,5,6,8,9,10,11,13,14,16,17,18), Ryan Freeland(4,7,12,15)
- Technicien piano et clavecin : Tania Staite
- Directeur de projet : John Witherspoon
- Directeur artistique : Cindy Palmano, Walter, Victor
- Design graphiste : Paddy Cramsie (Kono Design), Paul Chessel (East west)
- Photographie : Cindy Palmano
- Calligraphiste : Robert Mills
- Mastering : Bob Ludwig
- Producteurs : Tori Amos
- Coordinateur de production : Julie Larson
- Assistants de production : Robinson, Jim Albert (Louisiane), RRupert Coulson (Londres), Lin Gardiner, Declan O'Regan (Angleterre), Rail Jon Rogut (Los Angeles)
- Management : Arthur Spivak
- Management tournée : John Witherspoon

### 2eséditions
(pour les remixes de "Talula" et "Professional Widow")
- Remix de Professional Widow : Armand Van helden (X-Mix production). Post-production coordonnée par Johnny 'D' De Mairo
- Remix de Talula : Brian "BT" Transeau. Ingénieur du son : Tim Weidner